# Вовиллер (Верхняя Сона)
Вовилле́р (фр. Vauvillers) — коммуна во Франции, находится в регионе Франш-Конте. Департамент — Верхняя Сона. Административный центр кантона Вовиллер. Округ коммуны — Люр.
Код INSEE коммуны — 70526.

## География
Коммуна расположена приблизительно в 300 км к востоку от Парижа, в 80 км севернее Безансона, в 34 км к северу от Везуля.

## Население
Население коммуны на 2010 год составляло 680 человек.
| 1962 | 1968 | 1975 | 1982 | 1990 | 1999 | 2010 |
| ---- | ---- | ---- | ---- | ---- | ---- | ---- |
| 723  | 672  | 724  | 761  | 752  | 799  | 680  |

## Администрация
| Период | Период | Фамилия      | Партия        | Примечания |
| ------ | ------ | ------------ | ------------- | ---------- |
| ?      | 2001   | Гастон Прево | Разные левые  |            |
| 2001   | 2008   | Дени Руие    | Разные правые |            |
| 2008   | 2014   | Мишель Эбль  |               |            |

## Экономика
В 2010 году среди 431 человека трудоспособного возраста (15—64 лет) 323 были экономически активными, 108 — неактивными (показатель активности — 74,9 %, в 1999 году было 69,5 %). Из 323 активных жителей работали 285 человек (156 мужчин и 129 женщин), безработных было 38 (17 мужчин и 21 женщина). Среди 108 неактивных 19 человек были учениками или студентами, 45 — пенсионерами, 44 были неактивными по другим причинам.

## Достопримечательности
- Замок Вовиллер (XVIII век). Исторический памятник с 1980 года[3]
- Церковь Рождества Богоматери (1767 год). Исторический памятник с 1998 года[4]
- Крытый рынок (XVII век). Исторический памятник с 1979 года[5]
- Большой фонтан (Гранд-фонтан; XVIII век). Исторический памятник с 2011 года[6]
- Дом приходского священника (XV—XVI века). Исторический памятник с 2011 года[7]
- Дом кардинала Соммье (XVI—XVII века). Исторический памятник с 2000 года[8]

## Фотогалерея
- Замок Клермон-Тоннер
- Замок Клермон-Тоннер
- Карта коммуны